# Marquay (Dordogne)
Marquay – miejscowość i gmina we Francji, w regionie Nowa Akwitania, w departamencie Dordogne.
Według danych na rok 1990 gminę zamieszkiwały 473 osoby, a gęstość zaludnienia wynosiła 19 osób/km² (wśród 2290 gmin Akwitanii Marquay plasuje się na 730. miejscu pod względem liczby ludności, natomiast pod względem powierzchni na miejscu 376.).

## Zabytki
- kościół św. Piotra z XII wieku
- zamek Château de Puymartin
- zamek Château de Laussel
- stanowisko prehistoryczne Cap Blanc